# Weight Gainer

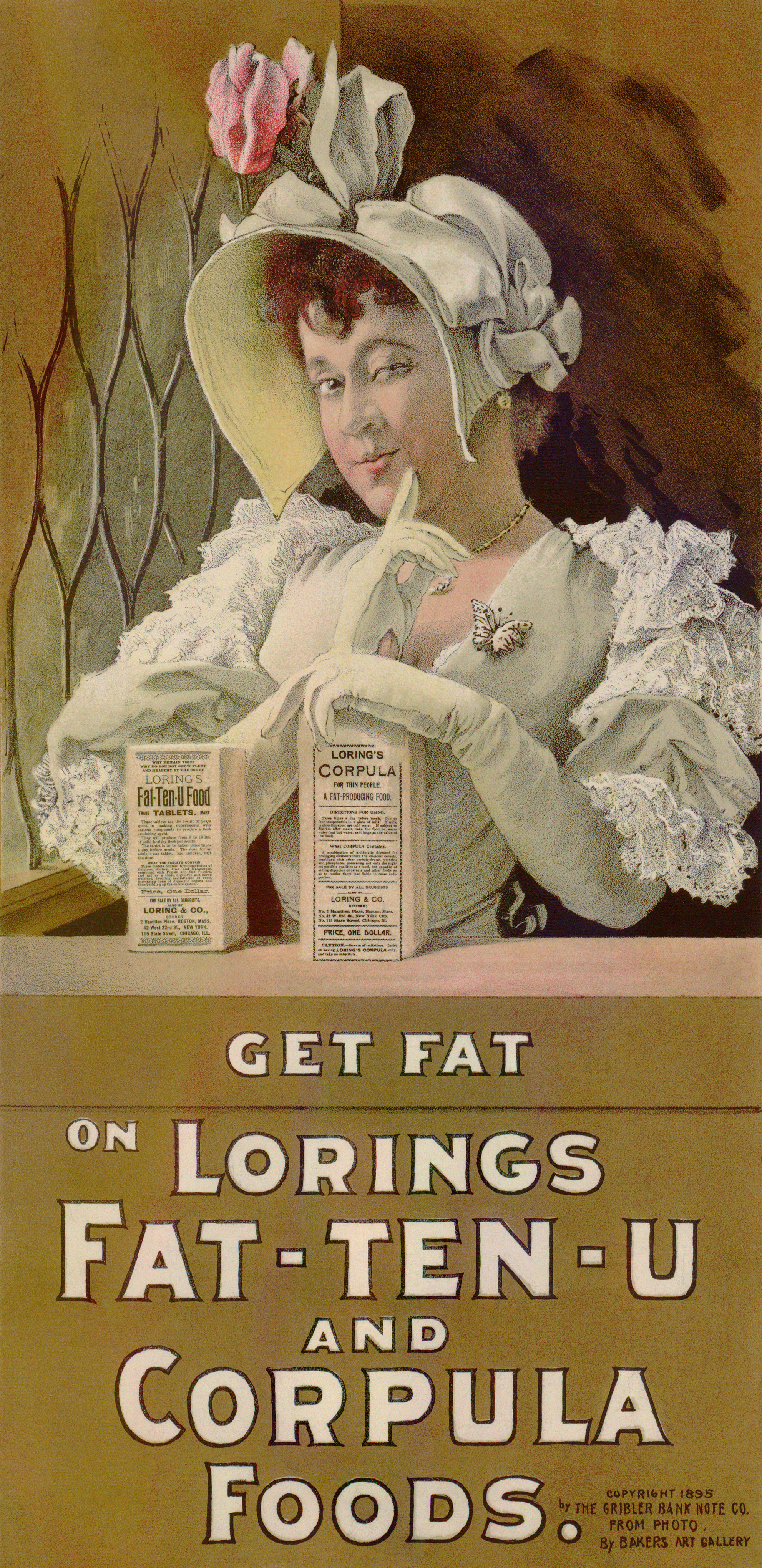
Werbung für Weight Gainer von 1895

Weight Gainer sind Nahrungsergänzungsmittel, die (hauptsächlich beim Bodybuilding) Menschen zu einer Gewichtszunahme verhelfen sollen.

## Eigenschaften
Weight Gainer sind für Personen des ektomorphen (schlanken) Typs oder Hardgainer geeignet, die zwar wenig Körperfett, aber durch den schnellen Stoffwechsel Probleme beim Aufbau von Gewicht haben. Die Zusammensetzung ist im Vergleich zu normaler Nahrung energiereich und besteht – je nach Formulierung – überwiegend aus Kohlenhydraten und einem geringeren Anteil an Proteinen sowie Fetten, Vitaminen und Spurenelementen. Die überschüssige Energie wird teilweise als Glykogen, teilweise als Neutralfett gespeichert. Der hohe Energiegehalt kann in einzelnen, hochenergetischen Weight-Gainer-Präparaten bei regelmäßigem Konsum zu vermehrtem Aufbau von Fettgewebe führen. Fälschlicherweise wird die daraus resultierende Gewichtszunahme von manchen Athleten im Kraftsport mit einem Zuwachs an Muskulatur in Folge der Weight-Gainer-Einnahme in Verbindung gebracht.
Weight Gainer werden aufgrund des hohen Kohlenhydratanteils teilweise bei dem (Wieder-)Aufbau von kurzfristig verfügbaren Energiespeichern verwendet. Der Verzehr dieser Produkte ohne Training führt zu einer Vermehrung von Fettgewebe. Werden die Kohlenhydratspeicher in der Muskulatur und in der Leber im Rahmen von Training geleert, werden im Anschluss parallel zur Gluconeogenese auch Proteine und Fette zur Energiegewinnung herangezogen. Im Zuge einer Gewichtssteigerung können die Kohlenhydratspeicher neben der Gluconeogenese durch Weight Gainer wieder gefüllt werden. Ohne Training wird überschüssige Energie aus einer hochenergetischen Ernährung (auch mithilfe von Weight Gainern) zum Aufbau von Fettgewebe verwendet.
Seit 2007 sind in der Europäischen Union unbelegte Health Claims untersagt (Health-Claims-Verordnung).